# استدلال قطری کانتور

یک تصویر از استدلال قطری کانتور (در مبنای ۲) برای اثبات وجود مجموعه‌های غیرقابل شمارش. دنباله پایین (s) نمی‌تواند در هیچ‌یک از توالی‌های بالا رخ دهد.

یک مجموعه نامتناهی ممکن است دارای همان کاردینالیتی باشد که زیر مجموعه مناسب آن دارد. مثلاً مجموعه اعداد طبیعی با مجموعه اعداد زوج می تواند تناظر یک به یک برقرا نماید. با این وجود بی‌نهایت‌هایی با کاردینالیتی‌های متفاوت وجود دارند که استدلال قطری کانتور وجود آن‌ها را اثبات می‌نماید.

در نظریه مجموعه‌ها، استدلال قطری کانتور در سال ۱۸۹۱ توسط گئورگ کانتور به عنوان یک اثبات ریاضی ارائه گردید و نشان داد مجموعه‌های نامتناهی وجود دارند که اعضای آن‌ها در تناظر یک به یک با مجموعه اعداد طبیعی نیستند.
چنین مجموعه‌هایی را «مجموعه ناشمارا» می‌نامند.

## مجموعه غیرقابل شمارش
کانتور، در مقاله‌ی خود در سال ۱۸۹۱، مجموعه T‌ را مطالعه کرد که شامل همه دنباله‌های رقم‌های دودویی (یعنی هر رقم صفر یا یک) باشد.
او با اثباتی ساختی از قضیه زیر شروع می‌کند:
اگر s1, s2, … , sn شامل تمامی شمارش‌های ممکن از T باشد، آنگاه همواره عضوی از T وجود خواهد داشت که در بین s1,S2,... نخواهد بود.

برای اثبات این، مجموعه‌هایی از T را به شکل زیر انتخاب می‌نماییم:
| s1 = | (۰, | ۰, | ۰, | ۰, | ۰, | ۰, | ۰, | ...) |
| s2 = | (۱, | ۱, | ۱, | ۱, | ۱, | ۱, | ۱, | ...) |
| s3 = | (۰, | ۱, | ۰, | ۱, | ۰, | ۱, | ۰, | ...) |
| s4 = | (۱, | ۰, | ۱, | ۰, | ۱, | ۰, | ۱, | ...) |
| s5 = | (۱, | ۱, | ۰, | ۱, | ۰, | ۱, | ۱, | ...) |
| s6 = | (۰, | ۰, | ۱, | ۱, | ۰, | ۱, | ۱, | ...) |
| s7 = | (۱, | ۰, | ۰, | ۰, | ۱, | ۰, | ۰, | ...) |
| ...  |     |    |    |    |    |    |    |      |
او ساختار توالی s را با انتخاب مکمل اولین رقم در s1 انتخاب نمود (جایگزینی صفر به جای یک و برعکس)، برای انتخاب دومین رقم S به سراغ رقم دوم در s2 رفت و مکمل آن را انتخاب نمود و به همین ترتیب ادامه داد. در مثال فوق به نتایج زیر می‌رسیم:
| s1  | = | (۰, | ۰, | ۰, | ۰, | ۰, | ۰, | ۰, | ...) |
| s2  | = | (۱, | ۱, | ۱, | ۱, | ۱, | ۱, | ۱, | ...) |
| s3  | = | (۰, | ۱, | ۰, | ۱, | ۰, | ۱, | ۰, | ...) |
| s4  | = | (۱, | ۰, | ۱, | ۰, | ۱, | ۰, | ۱, | ...) |
| s5  | = | (۱, | ۱, | ۰, | ۱, | ۰, | ۱, | ۱, | ...) |
| s6  | = | (۰, | ۰, | ۱, | ۱, | ۰, | ۱, | ۱, | ...) |
| s7  | = | (۱, | ۰, | ۰, | ۰, | ۱, | ۰, | ۰, | ...) |
| ... |   |     |    |    |    |    |    |    |      |
| s   | = | (۱, | ۰, | ۱, | ۱, | ۱, | ۰, | ۱, | ...) |
با ساخت s به روش فوق به مجموعه‌ای می‌رسیم که با تمامی مجموعه‌های بالا متفاوت است زیرا عنصر n ام آن با عنصر n ام تمام مجموعه‌های بالا تفاوت دارد.
بر اساس این قضیه کانتور با استفاده از یک اثبات با تناقض نشان می‌دهد که:
مجموعه T غیرقابل شمارش است.
او برای اثبات تناقض در ابتدا فرض می‌کند T شمارا است. پس همه عناصر آن به شکل s1,s2,...sn قابل نمایش هستند.
با اعمال قضیه قبلی به این شمارش‌ها به توالی s می‌رسیم که در شمارش‌ها موجود نیست.
اما s عنصری از T بود و بنابراین باید در شمارش‌ها باشد.
این تضاد فرض اصلی را زیر سؤال می‌برد بنابراین T غیرقابل شمارش است.